# LiMo Foundation
Pour les articles homonymes, voir Limo.
La LiMo Foundation est un consortium industriel visant à créer un système d'exploitation utilisant le noyau Linux adapté aux terminaux mobiles (Linux Mobile).
LiMO comporte une architecture modulaire sous forme de greffons et supporte X11, GTK et utilise le bureau GNOME par défaut.
Les développeurs d'application LiMo peuvent utiliser un SDK utilisant une Machine virtuelle Java, des applications web pour WebKit ou du code natif (C ou assembleur).
La LiMo Foundation est rejointe en juin 2008 par le LiPS Forum.
En janvier 2012, la LiMo Foundation disparaît au profit de la Tizen Association

## Membres de la fondation
Parmi les sociétés participant à LiMo, on peut noter :
le concepteur de circuit
- ARM

Les fondeurs (fabricants de puces) :
- Broadcom (réseau et imagerie uniquement)
- Marvell
- Motorola
- Samsung
- STMicroelectronics
- Texas Instruments

Les constructeurs de terminaux :
- Huawei
- LG
- Motorola
- Panasonic
- Samsung
- ZTE

Les opérateurs :
- Orange
- NTT DoCoMo
- SFR
- Telefónica
- Vodafone.